# Kabinett Ōkuma I
Das 1. Kabinett Ōkuma (jap. 第1次大隈内閣, dai-ichiji Ōkuma Naikaku) war vom 30. Juni 1898 bis zum 8. November 1898, also nur kurz, als Regierung Japans im Amt. Es hatte folgende Zusammensetzung:
| Amt                                    | Name                                 | Kammer (Wahlkreis) | Fraktion |
| -------------------------------------- | ------------------------------------ | ------------------ | -------- |
| Premierminister                        | Ōkuma Shigenobu                      |                    |          |
| Außenminister                          | Ōkuma Shigenobu                      |                    |          |
| Innenminister                          | Itagaki Taisuke                      |                    |          |
| Finanzminister                         | Matsuda Masahisa                     |                    |          |
| Heeresminister                         | Katsura Tarō                         |                    |          |
| Marineminister                         | Saigō Tsugumichi                     |                    |          |
| Justizminister                         | Daitō Gitetsu                        |                    |          |
| Kultusminister                         | Ozaki Yukio bis 27. Oktober 1898     |                    |          |
| Kultusminister                         | Inukai Tsuyoshi bis 8. November 1898 |                    |          |
| Minister für Landwirtschaft und Handel | Ōishi Masami                         |                    |          |
| Minister für Kommunikation             | Hayashi Yūzō                         |                    |          |

## Andere Positionen
| Amt                        | Name               |
| -------------------------- | ------------------ |
| Chefkabinettssekretär      | Taketomi Tokitoshi |
| Leiter des Legislativbüros | Kōmuchi Tomotsune  |